# 야스다 유키나
야스다 유키나(일본어: 安田由紀奈, 1989년 1월 6일 ~ )는 일본의 여자 개그맨, 탤런트, 권투 선수이다. 요시모토 크리에이티브 에이전시 오사카 본부 소속이며, 권투 선수로는 이오 복싱 짐에 속한다.